# Теллурофен
Теллурофен — ароматический пятичленный гетероцикл, содержащий один атом теллура в цикле. 

## Физические и химические свойства
Теллурофен представляет собой светло-жёлтую жидкость, обладающую слабым запахом. 
Молекула теллурофена является 6π-электронной системой с ароматическими свойствами, которые у теллурофена слабее, чем у селенофена, но сильнее, чем у фурана. 
При действии сильных неорганических кислот теллурофен разрушается. Теллурофен и его производные способны образовывать комплексные соединения с хлоридом ртути(II) HgCl2, Na2[PdCl4], пикриновой кислотой, 2,4,7-тринитрофлуореном, 1,3,5-тринитро-бензолом, карбонилами металлов и тетрацианэтиленом.
Теллурофен также легко реагирует по механизму электрофильного и нуклеофильного замещения, в частности, формилируется и ацилируется. При этом реакция, как правило, идёт в 2- и 5-положение. При реакции с галогенами теллурофен окисляется до 1,1-дихлортеллурофена.

## Получение и применение
Теллурофен можно получить двумя известными способами:
- Взаимодействием диацетилена c теллуридом натрия.
{\displaystyle {\mathsf {H-C\!\equiv \!C-C\!\equiv \!C-H{\xrightarrow {Na_{2}Te,CH_{3}OH}}\ C_{4}H_{4}Te}}.}
- Взаимодействием ацетилена с дивинилтеллуром
{\displaystyle {\mathsf {C_{2}H_{2}+(CH_{2}\!=\!CH)_{2}Te{\xrightarrow {t}}\ C_{4}H_{4}Te}}.}